# Montcoal
Montcoal ist eine Unincorporated Community im Raleigh County des US-Bundesstaats West Virginia. Der Ort liegt an der West Virginia State Route 3. 

## Explosion in der Upper Big Branch Mine
Am 5. April 2010 ereignete sich in der Nähe von Montcoal in einem Bergwerk in 300 m Tiefe eine Methangas-Explosion. Dabei wurden sofort 25 Bergmänner getötet, später wurden weitere vier vermisste tot aufgefunden. Die Explosion war die schlimmste in den USA seit 1970 und ereignete sich um 15:27 Uhr Ortszeit, also um 19:27 Uhr nach mitteleuropäischer Zeit. Die Rettungsaktion startete sofort nach Bekanntwerden des Unglücks, zunächst am Mundloch bei Birchton. Zudem wurden vier Bohrlöcher gebohrt, um zu den verschütteten Bergleuten zu gelangen, die möglicherweise noch leben könnten, da es unter Tage zwei Kammern mit Frischluftversorgung und Überlebensrationen gibt. Am 7. April konnten elf Leichen geborgen werden, jedoch musste die weitere Suche zunächst seit dem 9. April eingestellt werden, da die Methankonzentration zu hoch war und es ein Feuer in dem Bergwerk gab. Am 9. April wurden die letzten Leichen geborgen.